# Желобки (Смоленская область)
Желобки — деревня в Гагаринском районе Смоленской области России. Входит в состав Токаревского сельского поселения. По состоянию на 2007 год постоянного населения не имеет. 
Расположена в северо-восточной части области в 27 км к юго-востоку от Гагарина, в 23 км южнее автодороги М1 «Беларусь», на берегу реки Воря. В 26 км севернее деревни расположена железнодорожная станция Колесники на линии Москва — Минск. 

## История
В годы Великой Отечественной войны деревня была оккупирована гитлеровскими войсками в октябре 1941 года, освобождена в марте 1943 года.